# Philodendron craspedodromum
Philodendron craspedodromum là một loài thực vật có hoa trong họ Ráy (Araceae). Loài này được R.E.Schult. miêu tả khoa học đầu tiên năm 1964.